# Aché Ahmat Moustapha
Pour les articles homonymes, voir Aché.
Aché Ahmat Moustapha née le 16 juillet 1985 à N'Djaména, est une sociologue  en communication, réalisatrice, et auteure tchadienne,,.

## Activité
Aché Ahmat Moustapha préside l’association tchadienne des cultures mixtes (ATCUM) et est co-auteur de l'ouvrage Portraits de femmes tchadiennes. Elle a organisé la première édition du festival tchadien de courts-métrages (Fetcoum), qui s’est tenu à N’Djaména du 20 au 24 juin 2018. Elle est aussi la promotrice du festival d'humour MBD (Moutah bé dihik en arabe tchadien, ce qui signifie « mort de rire » en français).
En juillet 2019, elle fait son entrée au Conseil présidentiel pour l'Afrique (CPA).
Elle a publié son premier  roman Kalam Sutra, où elle évoque les conditions extrêmes des femmes au Tchad et surtout les exactions commises sur ces dernières.

## Filmographie

### Courts métrages
- 2014 : Entre quatre murs
- 2018 : Al-Amana
- 2018 : Une journée à l'école au Tchad[10]
- 2023 : Pour elle et la planète

### Documentaire
Harcèlement 2.0 : Résilience des Africaines connectées

### Ouvrages
- Kalam sutra[12]